# Parigi-Bruxelles 1934
La Parigi-Bruxelles 1934, ventiseiesima edizione della corsa, si svolse l'8 aprile 1934 su un percorso di 393 km, con partenza da Parigi e arrivo a Bruxelles. Fu vinta dal belga Frans Bonduel davanti ai suoi connazionali Edgard De Caluwé e Romain Maes.

## Ordine d'arrivo (Top 10)
| Pos. | Corridore        | Squadra | Tempo     |
| ---- | ---------------- | ------- | --------- |
| 1    | Frans Bonduel    |         | 11h17'40" |
| 2    | Edgard De Caluwé |         | s.t.      |
| 3    | Romain Maes      |         | s.t.      |
| 4    | Gaston Rebry     |         | s.t.      |
| 5    | Julien Vervaecke |         | s.t.      |
| 6    | Theo Herckenrath |         | a 6'21"   |
| 7    | Alfons Schepers  |         | a 7'04"   |
| 8    | Aime Lievens     |         | s.t.      |
| 9    | Sylvere Maes     |         | s.t.      |
| 10   | Louis Hardiquest |         | a 11'44"  |